# Sellano
Sellano település Olaszországban, Umbria régióban, Perugia megyében. Lakosainak száma 972 fő (2023. január 1.). Sellano Campello sul Clitunno, Cerreto di Spoleto, Foligno, Trevi és Visso községekkel határos.

## Népesség
A település lakossága az elmúlt években az alábbi módon változott:
| Lakosok száma | 1071 | 1048 | 972  |
|               | 2017 | 2018 | 2023 |